# Sociedade Orquestra e Banda Ramalho
A Sociedade Orquestra e Banda Ramalho (SOBR) é um associação musical do município de Tiradentes (MG) e uma das mais antigas orquestras e bandas do Estado de Minas Gerais.

## Histórico
A orquestra que deu origem à atual Sociedade Orquestra e Banda Ramalho foi um grupo musical de caráter familiar, fundado por itegrantes da família Ramalho de Tiradentes (MG), especialmente Bernardo José Ramalho e seu filho Luiz Ramalho, em meados do século XIX, sendo 1860 a data oficialmente admitida. Havia outros grupos musicais na cidade no século XIX, sendo conhecidos aqueles liderados por Manuel Marques Tenudo, Laureano Antônio do Sacramento, João Batista de Assis e José Luiz Ramalho, o último dos quais deu origem à Orquestra Ramalho.
Após o falecimento do diretor José Luiz Ramalho (1840-1900), a agremiação foi assumida por seu filho Joaquim Ramalho (1879-1963). Foi no período em que Joaquim Ramalho esteve à frente da orquestra (1900-1963) e principalmente na década de 1930, que esta passou a ser chamada Orquestra Ramalho.
A Orquestra Ramalho participou de solenidades religiosas e civis Tiradentes e tornou-se a principal orquestra da cidade no início do século XX, porém em 1922 os maestros Joaquim Ramalho e Antônio de Pádua Falcão desentenderam-se em função de apoios opostos na campanha presidencial daquele ano (Artur Bernardes e Nilo Peçanha), acarretando a saída, da orquestra, de Pádua Falcão com toda sua família. O maestro Pádua Falcão organizou uma nova orquestra com sua família e a Orquestra Ramalho ficou seriamente desfalcada, tendo que mobilizar todos os filhos para recuperar a constituição do grupo.
Após a dissidência de Antônio de Pádua Falcão, as duas orquestras atravessaram um período de forte concorrência, mesmo nas cerimônias da Quaresma e Semana Santa: a orquestra de Pádua Falcão passou a tocar na Festa de Nossa Senhora das Dores, enquanto a Orquestra Ramalho passou a tocar na Festa de Nosso Senhor dos Passos. Ao longo do século XX, no entanto, a orquestra de Pádua Falcão foi extinta, permanecendo ativa em Tiradentes apenas a Orquestra Ramalho.
Embora tenha sido originada como instituição familiar no século XIX, no final do século XX a Orquestra Ramalho tornou-se uma associação com estatutos próprios, passando a ser denominada Sociedade Orquestra e Banda Ramalho (SOBR).
Na atual Sociedade Orquestra e Banda Ramalho, a orquestra é responsável por apresentações principalmente em teatros e igrejas, enquanto a banda realiza apresentações nas festas da cidade em espaços abertos.

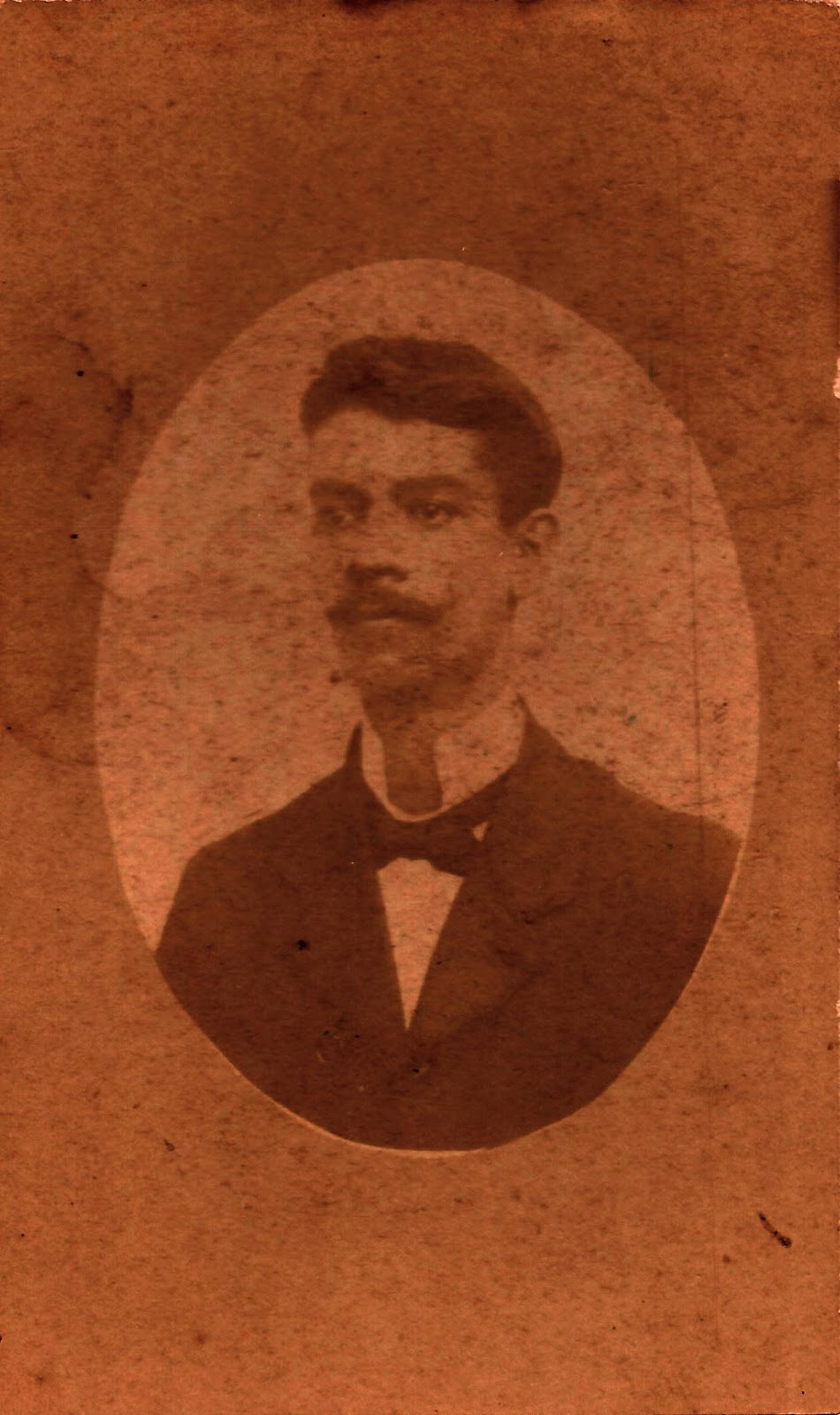
Maestro Joaquim Ramalho (1879-1963) em cerca de 1900.

## Instalações e arquivo
A Sociedade Orquestra e Banda Ramalho funciona em duas sala do Sobrado Ramalho (imóvel histórico de Tiradentes pertencente ao IPHAN), cedidas para tal fim. O Sobrado Ramalho, que possui esse nome por ter pertencido à família Ramalh e e especialmente ao maestro Joaquim Ramalho, também abriga, além da SOBR, o Instituto Histórico e Geográfico de Tiradentes, o Escritório Técnico do IPHAN em Tiradentes e a sede da Sociedade dos Amigos de Tiradentes.
O arquivo da Sociedade Orquestra e Banda Ramalho possui música sacra e música para banda de autores brasileiros e europeus dos séculos XIX a XXI, com algumas obras de autores do século XVIII em cópias mais recentes. O arquivo já foi pesquisado por vários musicólogos, desde Francisco Curt Lange a Paulo Castagna, tendo sido utilizado, entre outros, para a elaboração do livro de livro de Henrique Rohrmann e Willer Silveira sobre o compositor francês Fernand Jouteux.

## Instituições congêneres do Campo das Vertentes
- Orquestra Ribeiro Bastos (São João del-Rei)
- Orquestra Lira Sanjoanense (São João del-Rei)
- Banda Teodoro de Faria (São João del-Rei)
- Sociedade de Concertos Sinfônicos (São João del-Rei)
- Lira Ceciliana (Prados)
- Orquestra Mater Dei (Resende Costa)
- Banda Municipal de Nazareno

## Vídeos
- Orquestra e Banda Ramalho Tiradentes (projeto Cine Aberto - Cidades Digitais. Tiradentes)
- Sociedade Orquestra e Banda Ramalho - 150 anos (1)
- Sociedade Orquestra e Banda Ramalho - 150 anos (2)